# Matthäus Schwarz
Matthäus Schwarz (19 de febrer de 1497 - 1515) va ser un comerciant i amant de l'art a Augsburg. Conegut per recopilar el seu Klaidungsbüchlein o Trachtenbuch (normalment traduït com a "Llibre de roba"), un llibre on cataloga la roba que es portava entre 1520 i 1560. El llibre ha estat descrit com "el primer llibre de moda del món".
Schwarz provenia d'una família de fusters que va emigrar a Augsburg des de Rettenbergen cap al 1400 i era el net d'Ulrich Schwarz, un funcionari múltiple de la ciutat d'Augsburg. Després de realitzar un aprenentatge comercial a Milà i Venècia, on va adquirir coneixements de comptabilitat, va aconseguir un treball amb Jakob Fugger el 1516. Es va convertir en confident de la família i en el comptable principal de la companyia Fugger. El 1518 va escriure un llibre de text comercial amb el llibre Musterbuchhaltung. Schwarz va aconsellar a diversos artistes, inclòs Narziss Renner.
L'amor especial de Matthäus Schwarz va ser el vestit; és per això que va ser sobrenomenat el "tonto de vestir". Des del 1520 en endavant, havia pintat tota la seva figura en una gran varietat d'ocasions durant quaranta anys. Des de Renner fins al 1536, fins al 1560 per un artista del taller de Christoph Amberger. Aquestes imatges de vestuari gravades en llibres petits registren l'ocasió i les circumstàncies exactes, aquesta biografia comença amb el naixement. Dos dibuixos nus registren les proporcions del cos.